# Manifattura Festi Rasini
La manifattura Festi Rasini & C. è stata un'industria tessile italiana, operante nel settore cotoniero tra la fine del XIX e gli inizi del XXI secolo, con sede a Villa d'Ogna.

## Storia
La manifattura Festi Rasini si costituì ufficialmente, come società in accomandita semplice, il 9 marzo 1889, con lo scopo di esercitare «l'industria e il commercio dei filati di cotone ed affini». I soci accomandatari furono il conte Giovanni Festi e Cesare Rasini, entrambi nominati in seguito cavalieri del lavoro.
La posa della prima pietra avvenne l'8 settembre 1889, alla presenza della regina Margherita di Savoia, nel luogo in cui sorgeva la cartiera della famiglia Bonometti.
Nel 1899 la Festi Rasini si trasformò in società anonima. Gli utili dell'azienda erano molto positivi, tanto da indurre all'apertura di un nuovo polo a San Giovanni Lupatoto, a pochi chilometri da Verona nel 1903. In questi anni furono fatti investimenti nel settore produttivo, ampliando lo stabilimento, incrementando il numero di telai e aumentando il capitale sociale dell'azienda.

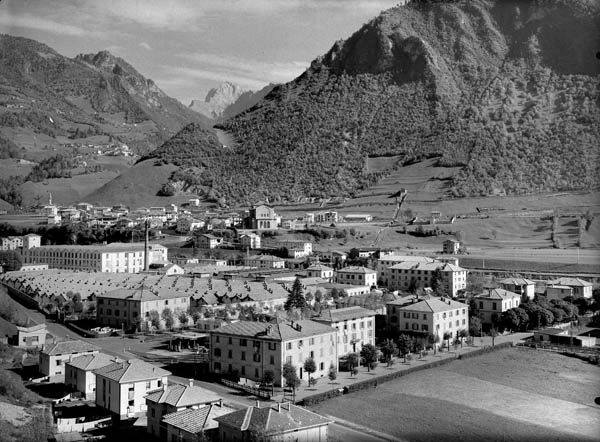
La Manifattura Festi Rasini e il villaggio operaio alla fine degli anni 50

Il successo dell'azienda portò a Villa d'Ogna un gran numero di operai, provenienti da tutta la bergamasca: la popolazione residente a Villa d'Ogna arrivò a 1908 persone nel 1941. Nel 1940, solamente gli operai che lavoravano nell'azienda erano 1400.
Congiuntamente agli interventi economici per accrescere il potenziale commerciale, l'azienda si occupò della realizzazione di case alloggio per i dipendenti, del convitto per le operaie residenti in paesi lontani, di un asilo infantile e di una scuola elementare. L'idea era quella di creare un villaggio operaio, sulla base dell'esperienza di altre manifatture tessili, prima fra tutte quella a Crespi d'Adda.
Negli anni 70 la fabbrica rischiò di chiudere. Dopo tre mesi di occupazione degli operai, l'azienda rimase aperta grazie all'intervento del comune di Villa d'Ogna, della provincia di Bergamo e della Camera di commercio di Bergamo, i quali ne rilevarono il controllo fino al 1979, quando ritornò in mani private.
Nel 2011 l'azienda cessa di funzionare.